# Oléac-Debat
Oléac-Debat é uma comuna francesa na região administrativa de Occitânia, no departamento dos Altos Pirenéus. Estende-se por uma área de 1,94 km². Em 2010 a comuna tinha 171 habitantes (densidade: 88,1 hab./km²).